# José Carlos Cocarelli
José Carlos Cocarelli (Rio de Janeiro, 17 de março de 1959) é um pianista clássico brasileiro que atualmente mora na França.

## Biografia
Cocarelli nasceu como filho de José Carlos e Judith (Montañas da Cruz) Cocarelli. Seu pai era oboísta da Orquestra do Teatro Municipal do Rio de Janeiro e professor de música da Escola de Música Villa-Lobos, e sua mãe era pianista, compositora e professora de música da Universidade Federal do Rio de Janeiro.
Cocarelli estudou com Adele Marx e Merces de Silva Telles.

## Prêmios
- 1984: 2º lugar no Concurso Internacional de Piano Paloma O'Shea Santander
- 1985: Venceu o Concurso Internacional de Piano Busoni
- 1986: Venceu o Concurso Internacional Long-Thibauit
- 1989: 2º lugar no Concurso Internacional de Piano Van Cliburn

## Episódio
Em entrevista a um jornal em 1997, quando questionado sobre como um músico brasileiro ter dificuldades na Europa, Cocarelli respondeu: “A única solução é a que eu  adotei: tornar-se conhecido por meio de prêmios nos grandes concursos internacionais. É um cartão de visitas, que pode se acompanhar por gravações e  boas críticas nas revistas.

## Gravação
- 8º Concurso Internacional de Piano Van Cliburn, 1989: Os vencedores (Teldec)[4]
- Quatro grandes sonatas para piano do século XX (Sociedade do Patrimônio Musical)[5]
- José Carlos Cocarelli falou sobre Beethoven e Schubert (Deutsche Welle)[6]